# Sông Linh Nham
Sông Linh Nham là một phụ lưu nằm tại tả ngạn của sông Cầu ở miền bắc Việt Nam, chảy từ xã Khe Mo thuộc huyện Đồng Hỷ cho đến thành phố Thái Nguyên và hợp lưu với sông Cầu tại thành phố Thái Nguyên. Toàn bộ lưu vực sông Linh Nham nằm trên địa bàn huyện Đồng Hỷ, tỉnh Thái Nguyên. Hai nhánh chính của sông Linh Nham hợp lưu tại thị trấn Sông Cầu thuộc huyện Đồng Hỷ.